# جيمس بيرسون
جيمس بيرسون (بالإنجليزية: James Pearson)‏ (19 يناير 1993 بشفيلد في المملكة المتحدة - ) هو لاعب كرة قدم بريطاني في مركز الدفاع. لعب مع ليستر سيتي وماكليسفيلد تاون ونادي بارنت ونادي بيتربورو يونايتد ونادي ريكسهام ونادي كارلايل يونايتد.

## وصلات خارجية
- جيمس بيرسون على موقع قاعدة بيانات كرة القدم.إي يو (الإنجليزية)
- جيمس بيرسون على موقع قاعدة بيانات كرة القدم.إي يو (الإنجليزية)
- جيمس بيرسون على موقع Soccerbase.com (لاعب) (الإنجليزية)
- جيمس بيرسون على موقع Soccerway.com (الإنجليزية)